# 阿洛陶
阿洛陶是太平洋島國巴布亞新畿內亞的城鎮，也是米爾恩灣省的首府，海拔高度6米，距離莫爾茲比港365公里，每年平均降雨量約3,108毫米，2009年人口10,025。